# The “Chirping” Crickets
The “Chirping” Crickets — дебютный альбом американской рок-н-ролльной группы The Crickets, лидером которой был Бадди Холли.
В США альбом был издан в 1957 году и не раз переиздавался на протяжении многих лет. В 2004 году был переиздан на CD c дополнительными треками.
В Великобритании был выпущен в 1958 году.
Альбом попал в сборник Тысяча и один музыкальный альбом, который стоит прослушать, прежде чем вы умрёте.

## Список композиций
Первая сторона
1. «Oh, Boy!» (Norman Petty, Bill Tilghman, Sonny West) — 2:07
2. «Not Fade Away» (Бадди Холли, Petty) — 2:21
3. «You’ve Got Love» (Рой Орбисон, Johnny Wilson, Petty) — 2:05
4. «Maybe Baby» (Holly, Petty) — 2:01
5. «It’s Too Late» (Chuck Willis) — 2:22
6. «Tell Me How» (Jerry Allison, Holly, Petty) — 1:58

Вторая сторона
1. «That’ll Be the Day» (Allison, Holly, Petty) — 2:14
2. «I’m Looking for Someone to Love» (Holly, Petty) — 1:56
3. «An Empty Cup (And a Broken Date)» (Orbison, Petty) — 2:11
4. «Send Me Some Lovin’» (John Marascalco, Leo Price) — 2:33
5. «Last Night» (Joe B. Mauldin, Petty) — 1:53
6. «Rock Me My Baby» (Susan Heather, Shorty Long) — 1:47

## Участники записи
- Бадди Холли — вокалист, гитара, ритм-гитара, подпевки на 2
- Niki Sullivan — ритм гитара на 1, 2, 3, 4, 6, 7, 9, 10, 12, подпевки на 2 и 7
- Joe B. Mauldin — бас-гитара на 1, 2, 3, 4, 5, 6, 9, 10, 11 и 12
- Jerry Allison — ударные, подпевки на 2

### Дополнительные участники
- Larry Welborn — бас-гитара на 7 и 8
- Tommy Allsup — гитара на 7
- June Clark — подпевки на 7
- Ramona Tollett — подпевки на 7

## Чарты

### Альбом
| Год  | Чарт            | Место |
| ---- | --------------- | ----- |
| 1968 | UK Album Charts | 5     |

### Синглы
| Год  | Сингл                | Место   | Место       | Место            |
| Год  | Сингл                | Hot 100 | R&B Singles | UK Singles Chart |
| ---- | -------------------- | ------- | ----------- | ---------------- |
| 1957 | «That’ll Be the Day» | 1       | 2           | 1                |
| 1958 | «Oh Boy»             | 10      | 13          | 3                |